# Wilhelm Mosle
Wilhelm Mosle (* 31. März 1877 in Salzau, Ortsteil von Fargau-Pratjau, Kreis Plön; † 23. August 1955 in Berlin-Schlachtensee) war ein deutscher Polizeibeamter und Landrat.

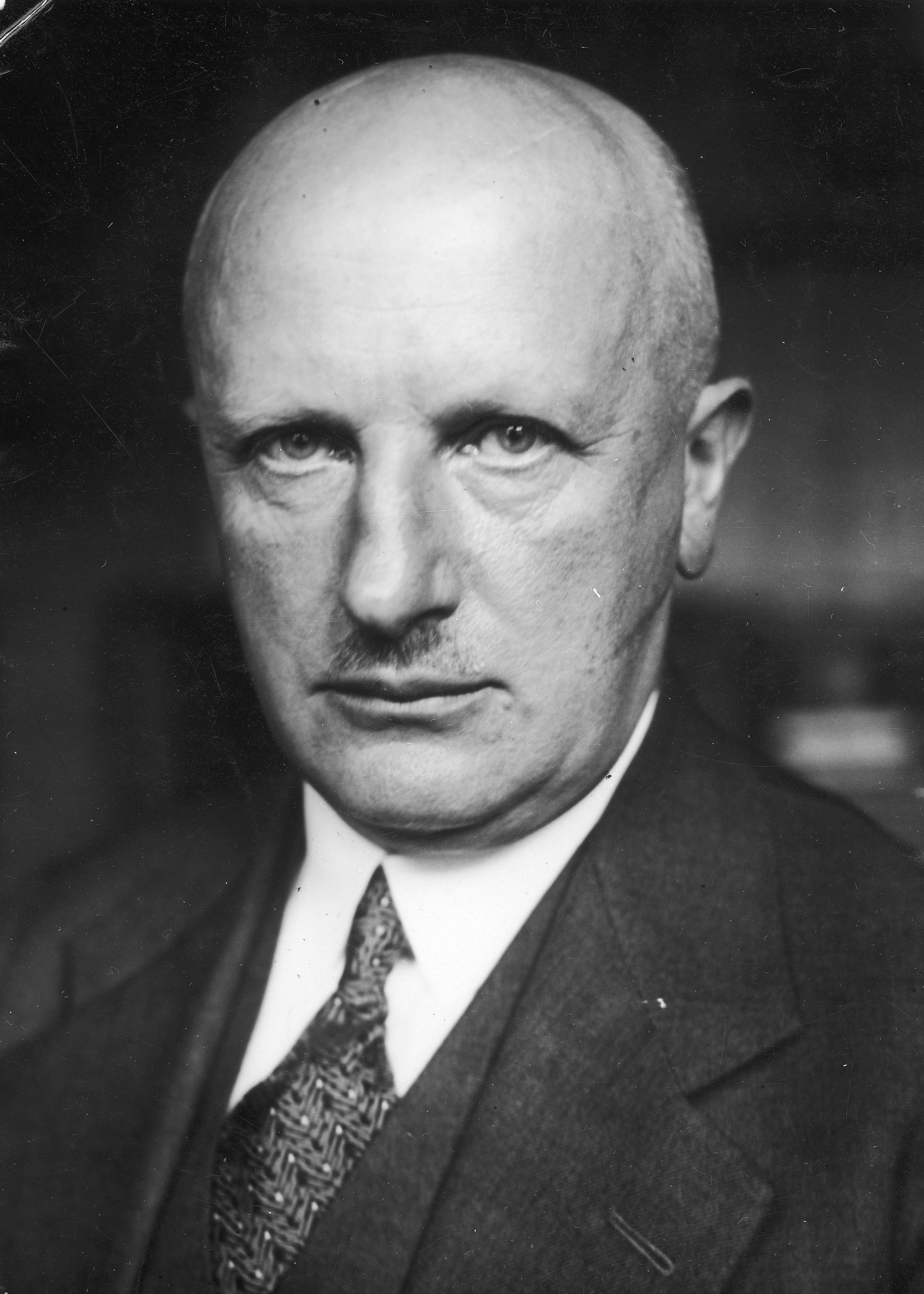
Wilhelm Mosle

## Leben und Wirken
Nach dem Abitur 1896 am Johanneum Lüneburg studierte Mosle in München, Kiel und Heidelberg Rechtswissenschaften und wurde 1900 beim Corps Vandalia aktiv. Anschließend trat er 1902 in den juristischen Vorbereitungsdienst ein. 1905 promovierte er zum Dr. jur.
1904 wurde er Regierungsreferent in Stade und 1907 in Merseburg. 1908 kam Mosle als Regierungsassessor und Hilfsarbeiter zum Landratsamt Znin, Ahrweiler. Ab 1913 war er bei der Steuerdirektion in Berlin tätig. 1914 wurde er schließlich in den Reichskolonialdienst aufgenommen. Es folgte die Ernennung zum Regierungsrat 1916 und die Betrauung mit dem Posten des Landrats in Koschmin. 1919 wurde Mosle zum kommissarischen Landratsamtsverwalter in Merseburg ernannt.
Ab 1921 war Mosle im Polizeipräsidium Berlin tätig, wo er zunächst Leiter der Abteilung II, dann III (Verkehrspolizei) wurde. In den folgenden zwölf Jahren wurde er nacheinander zum Oberregierungsrat und 1922 zum Regierungsdirektor befördert.
Zusammen mit anderen Verkehrsexperten unternahm Mosle mehrere Reisen in andere Großstädte, um die dortigen Erfahrungen zur Lösung der zunehmenden Verkehrsprobleme zu studieren. Mosle war maßgeblich an der Erarbeitung einer Verkehrsordnung für Berlin beteiligt und übernahm aus New York die Konzeption der von Joseph H. Freedlander gestalteten Signal Traffic Tower in der Fifth Avenue. Sie führte zum Bau des Verkehrsturms am Potsdamer Platz, der am 15. Dezember 1924 mit der ersten Lichtsignalanlage (Verkehrsampel) Deutschlands in Betrieb genommen wurde.
In seiner Eigenschaft als Leiter der Berliner Verkehrspolizei wurde Mosle von der Regierung ebenfalls beauftragt, die Verkehrszeichen zu überarbeiten. Im Mai 1925 reiste Mosle mit einer neunköpfigen Delegation nach New York, um an einer internationalen Konferenz über den Verkehr teilzunehmen. Im Sommer 1925 veröffentlichte Mosle neue Verkehrszeichen nach amerikanischem Vorbild. Diese gelangten teilweise zur Aufstellung, doch wurde Mosles Plan im April 1926 von einer internationalen Konferenz in Paris gekippt. Im September 1926 veröffentlichte er eine neue Studie mit Verkehrszeichen, die wegweisend war. Im September 1927 wurden nach seinen Vorgaben die neuen Verkehrszeichen veröffentlicht.
Nach der gewaltsamen Amtsenthebung der preußischen Regierung durch die Reichsregierung am 20. Juli 1932 (Preußenschlag) wurde Mosle als Stellvertreter von Kurt Melcher zunächst zum kommissarischen Polizeivizepräsidenten von Berlin ernannt und im November 1932 in diesem Amt auf Dauer bestätigt.
Am 16. November 1933 wurde Mosle nach Konflikten mit Ministerialdirektor Kurt Daluege in den Ruhestand versetzt. Sein Nachfolger als Polizeivizepräsident von Berlin wurde der Leiter des Geheimen Staatspolizeiamtes Rudolf Diels.
Mosle war zum 1. Mai 1933 der NSDAP beigetreten (Mitgliedsnummer 3.020.215). Er war förderndes Mitglied der SS.
Seine Entnazifizierung erfolgte 1946. Anschließend war Mosle 1947–52 als „Legal Advisor“ im US-Headquarters in der Berliner Clayallee tätig.

## Schriften
- Die obligatorischen Rechtsfolgen aus Kommissionsgeschäften für den Kommissionnär, 1905. (Dissertation)
- Einheitliche Verkehrsschilder, Verkehrstechnik Nr. 40, S. 676, 1926.